# Myslbekova (Praha)
Myslbekova ulice na Hradčanech a Střešovicích v Praze 6 spojuje křižovatku ulic Bělohorská a Dlabačov s ulicí Patočkova. Nazvána je podle zakladatele novodobého českého sochařství Josefa Václava Myslbeka (1848-1922). Ulice tvoří hranici mezi městskými částmi Hradčany a Střešovice. Vede po ní tramvajová trať Strossmayerovo náměstí – Hradčanská – Malovanka, nedávno byla rekonstruována. Ulice je součást Pražského okruhu, část Myslbekova - Prašný most (stavba 9515), který byl zprovozněn v září 2015.

## Budovy, firmy a instituce
- potraviny Žabka - Myslbekova 1[3]
- tlumočení a průvodci Viandanti Praghesi - Myslbekova 5[4]
- Pavros, NDT měření - Myslbekova 9[5]